# 托馬斯·埃德加
托馬斯·埃德加（英語：Thomas Edgar；1989年6月21日—）是一位澳大利亞排球運動員。他是澳大利亞國家排球隊的一員，代表澳大利亞參加了2012年倫敦奧運會。他的職業生涯開始於昆士蘭。